# 新地乡 (吉木萨尔县)
新地乡，是中华人民共和国新疆维吾尔自治区昌吉回族自治州吉木萨尔县下辖的一个乡镇级行政单位。

## 行政区划
新地乡下辖以下地区：
新地村、新地沟村和小份子村。